# Princeton Tarn
Der Princeton Tarn ist ein Gebirgstümpel im ostantarktischen Viktorialand. Er liegt auf der Nordwestseite des Mount Falconer und 160 m südlich des Penn Tarn im südwestlichen Teil des Tarn Valley. Er gehört neben dem Harvard Tarn, dem Yale Tarn und dem Penn Tarn zu den vier Seen dieses Tals.
Teilnehmer einer von 1965 bis 1966 durchgeführten Kampagne der neuseeländischen Victoria University’s Antarctic Expeditions benannten ihn nach der Princeton University.